# Марта Абба
Марта Абба (італ. Marta Abba; 25 червня 1900, Мілан — 24 червня 1988, Мілан) — італійська акторка.

## Біографія
Навчалася в Академії любителів мистецтва і в Школі декламації в Мілані.
Грати на сцені стала в 1923 році в Народному театрі Мілана.
У 1925 році відомий драматург і режисер Луїджі Піранделло запросив її в Римський Художній театр, який виступав в Італії та за кордоном, і скоро Абба стала однією з найкращих італійських актрис. Грала головні ролі в комедіях, написаних для неї Піранделло — «Діана і Туда», «Подруга», «Зустріч».
У 1929 році організувала свій театр, де йшли п'єси Піранделло, Карло Гольдоні, Бернарда Шоу, Сомерсета Моема. Примітно її виконання ролі Анни Кареніної в інсценуванні роману (режисер Тетяна Павлова).
У 1938 році залишила сцену, але знову повернулася в 1953 році.